# Karl von Frisch
Karl von Frisch (Bécs, 1886. november 20. – München, 1982. június 12.) osztrák etológus, zoológus. 1973-ban Nikolaas Tinbergennel és Konrad Lorenzcel megosztva elnyerte a fiziológiai és orvostudományi Nobel-díjat, mert megfejtette a méhek táncát.

## Élete

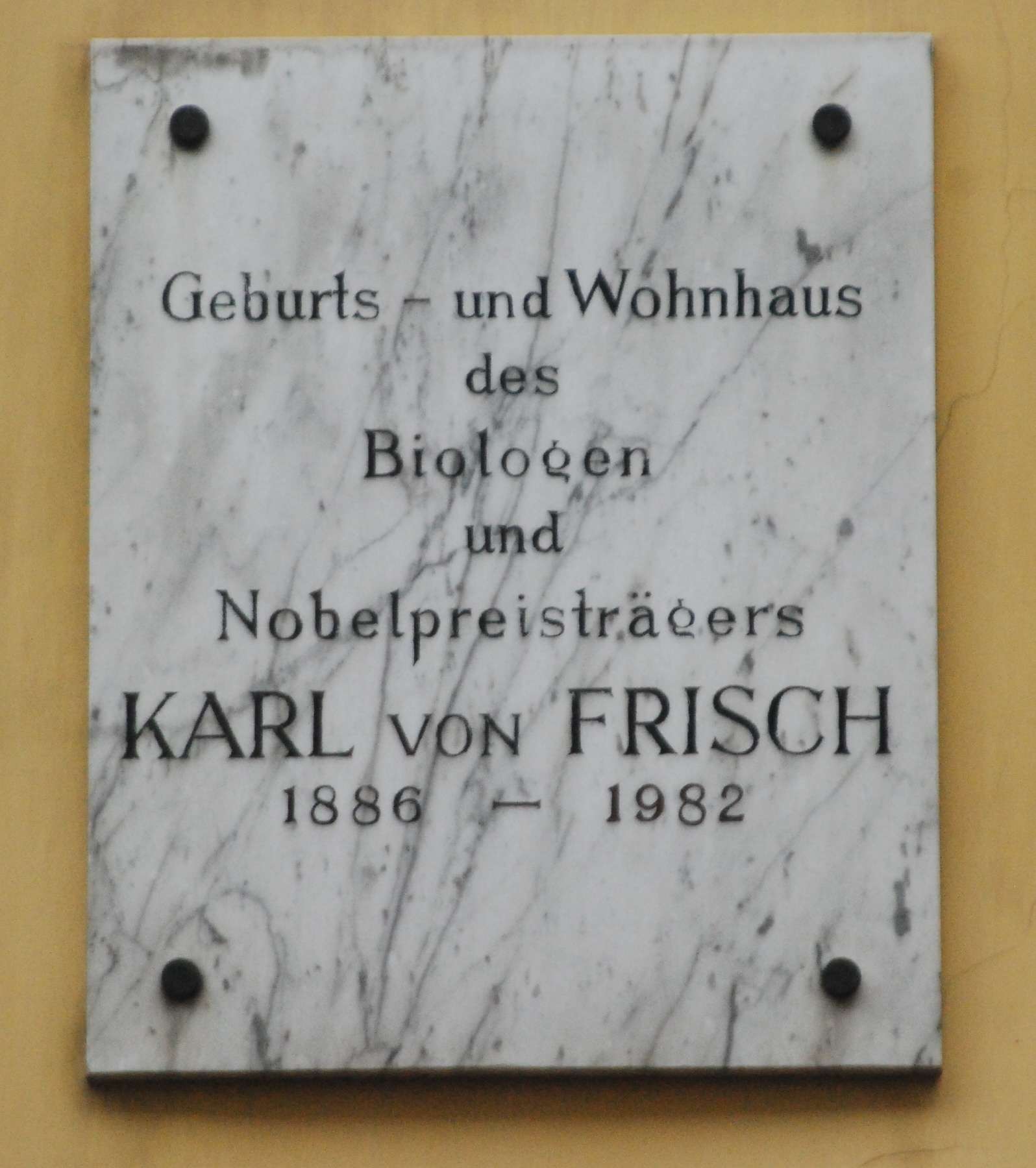
Emléktábla Karl von Frisch bécsi szülőházán

A neves sebész-urológus Anton von Frisch és felesége, Marie Exner négy fia közül a legfiatalabbként született. Anyai nagybátyja, Sigmund Exner a Bécsi Egyetem élettanprofesszora volt, aki a rovarok látását tanulmányozta. Már gyerekkorában érdekelték az állatok és a családja is támogatta ezt az érdeklődését.
Karl az apjához hasonlóan orvosnak készült és a Bécsi Egyetemen kezdett el tanulni. Egy félév után azonban rájött, hogy az orvostudomány nem neki való és átváltott a zoológia szakra, amit Bécsben és Münchenben tanulmányozott. 1910-ben Bécsben megszerezte a doktori fokozatot és ugyanabban az évben korábbi tanáránál, Richard Hertwignél kezdett el dolgozni, a Müncheni Egyetem Zoológiai Intézetében. 1912-től állattant és összehasonlító anatómiát adott elő, 1919-ben pedig előléptették professzorrá. Az 1910-es években bebizonyította, hogy a halak meg tudják különböztetni a színeket és hogy hallásuk jobb mint az emberé. Szintén az 1910-es években kezdte el a méhek tanulmányozását. Pavlovi kondicionálással megtanította nekik, hogy különbséget tegyenek az ízek és illatok között; azt is kiderítette hogy ízérzékelésük gyengébb az emberénél.
A méhtánc tanulmányozásával felfedezte, hogy a méhek ennek segítségével közlik egymással, ha táplálékforrás van a közelben és annak távolságát és irányát is képesek átadni. Eredményeit 1927-ben összegezte "Aus dem Leben der Bienen" (A méhek életéről) c. könyvében.
1921-ben a Rostocki Egyetem zoológiaprofesszora lett, majd 1923-ban a Breslaui Egyetemre ment át. 1925-ben visszatért Münchenbe, ahol megkapta a Zoológiai Intézet vezetését.
Hitler 1933-as hatalomra jutása után minden közalkalmazottnak tanúsítania kellett árja származását. Von Frisch nem tudta bizonyítani egyik nagyszülője keresztény mivoltát, ezért kétes származásúnak minősült. Sokat támadták azért is, mert zsidókat (főleg nőket) alkalmazott. Az egyetem vezetése nyugdíjba akarta kényszeríteni, de kutatásának fontosságára való tekintettel (a méhek parazitafertőzéseit tanulmányozta, amelynek gazdasági vonatkozásai is voltak) ezt a döntést a háború utánra halasztották.
A második világháború után segített újjászervezni az elpusztult Zoológiai Intézetet. 1946-tól Grazban tanított, de 1950-ben visszatért Münchenbe, az új intézetbe. 1958-ban nyugdíjazták, bár kutatásait ezután is folytatta.

## Eredményei

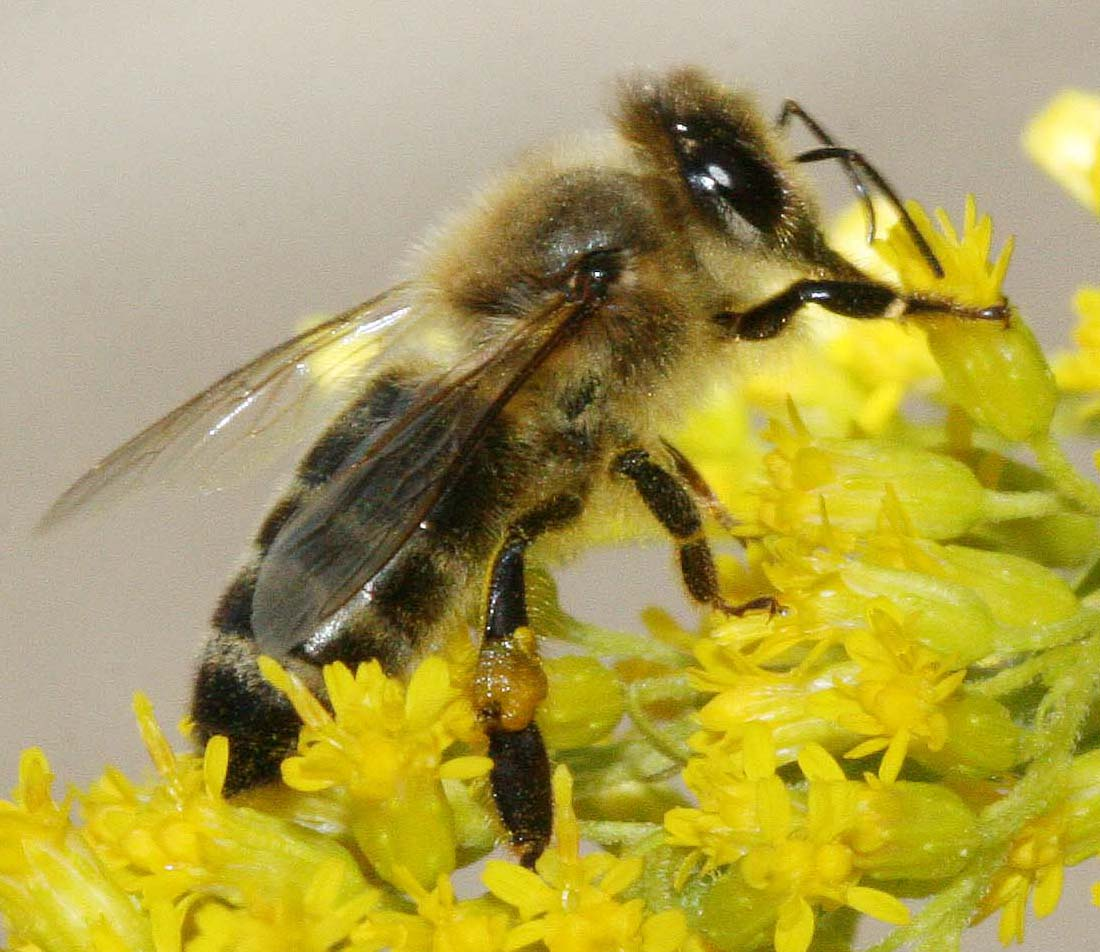
Krajnai méh virágzó aranyvesszőn

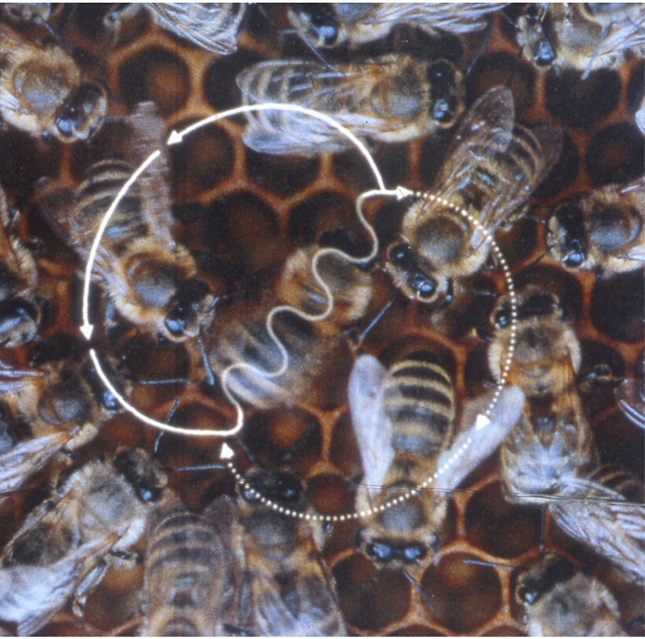
Rezgőtánc

A rezgőtánc kódja: a függőlegestől eltérő iránya azonos a táplálékforrás irányának Nappal bezárt szögével. A potrohrezegtetés gyorsasága a távolságtól függ

Karl von Frisch az állati viselkedés kutatásának egyik úttörője volt, elsősorban a méhek tájékozódása érdekelte. Vizsgálatait a mézelő méh egyik alfajával, a krajnai méhhel végezte.

### Érzékelés
Von Frisch felfedezte, hogy a méhek ízük alapján különbséget tudnak tenni a virágok között. Érdekes módon az édes ízre való érzékenységük alig jobb az emberénél.
1914-ben elsőként mutatta ki, hogy a méhek látják a színeket. Ehhez klasszikus pavlovi kondicionálással megtanította nekik, hogy kék színű kártyán találnak táplálékot, és a méhek később a színt biztonsággal kiválasztották más, különböző árnyalatú szürke lapok közül. A méhek színlátása hasonló az emberéhez, de eltolódott a spektrum ultraibolya vége felé. Rosszul látják a vöröset, de jól meg tudják különböztetni az emberi szem számára láthatatlan, UV-sugarakat visszaverő mintázatokat a virágok szirmain.
Felismerte, hogy a méhek az irányt a Nap állása, a kék ég polarizációs mintázata és a Föld mágneses tere alapján határozzák meg. Derült időben a Nap alapján tájékozódnak, a többi lehetőséget a kaptár sötétjében vagy felhős időben alkalmazzák.
A méhek felismerik a polarizált fényt, vagyis az égbolt fénymintázata alapján felhős időben is képesek meghatározni a Nap állását; ehhez elég az ég egy kis részletét látniuk.
Frisch bebizonyította, hogy a Nap állása alapján meg tudják határozni a napszakot és belső órájuk alapján tudják hol kell állnia a Napnak. A sötét kaptárban az aktuális napszak alapján járják el a táncukat és mutatják meg a többieknek milyen irányba kell repülniük a Naphoz viszonyítva.
Amikor a rajzás után új lépet építenek, annak iránya ugyanolyan mint az eredeti kaptárban. Ezt a mágneses mező érzékelésével határozzák meg, amit mesterségesen változtatva akár körbe hajlított lépeket is lehet építtetni a méhekkel.

### A táncnyelv
A méhek kódolt mozgással adják egymás tudtára, hogy hol találtak tápláléklelőhelyet. Ennek két formája van:
A körtánc során a méh különböző irányban körbe-körbe szaladgál és arról tudósít, hogy a közelben (50-100 méterre) táplálék található. Irányról nem ad információt, de a köré gyűlő többi méh a szaga alapján meg tudja határozni a virág fajtáját.
A rezgőtánc a távoli táplálékról ad hírt. Ennek a során a függőleges lépen a méh egy egyenes szakasz után egy félkörrel visszatér kiindulópontjára; a félkör iránya váltakozik vagyis 8-as alakban táncol. Az egyenes szakaszon erőteljesen rezegteti a potrohát. Az egyenes függőlegessel bezárt szöge ugyanakkora mint a táplálékforrás iránya a Naphoz képest. Az egyenes szakasz hossza és a potrohrezegtetés erőssége a távolságot jelzi: 1 másodperc kb. 1 km-t mutat. A többiek a táncoló méh köré gyűlnek és próbálják utánozni, eközben érzékelik a táncoló szagát, amiből felismerik milyen fajta eledelre számíthatnak.
A tánc során kiadott hangok jelentőségét nem von Frisch, hanem a Würzburgi Egyetemen dolgozó Jürgen Tautz ismerte fel.
Von Frisch azt is felfedezte, hogy a méhek táncnyelvének különböző "dialektusai" vannak, más fajtáknál a távolság és az irány kódolása eltérhet.
Von Frisch tanulmányozta a méhek által kibocsátott feromonokat is, amelyeket főleg a királynő bocsát ki és amelyek segítenek fenntartani a kaptár szociális rendjét. A kaptáron kívül, a szaporodás során a királynő a feromonokkal vonzza magához a heréket.

### Eugenika
A kor sok tudósához hasonlóan von Frisch is támogatta az eugenikát, hogy sterilizálják azokat, akik súlyos genetikai betegséggel születtek. Figyelmeztetett azonban, hogy a döntés rendkívüli felelősséggel jár és csak igen magas erkölcsi szinten álló személyek határozhatják meg mások sorsát. Legjobbnak azt tartotta, ha ezt önkéntes alapon és családtervezéssel lehet megvalósítani.

## Díjai
- Lieben-díj (1921)
- Pour le Mérite (1952)

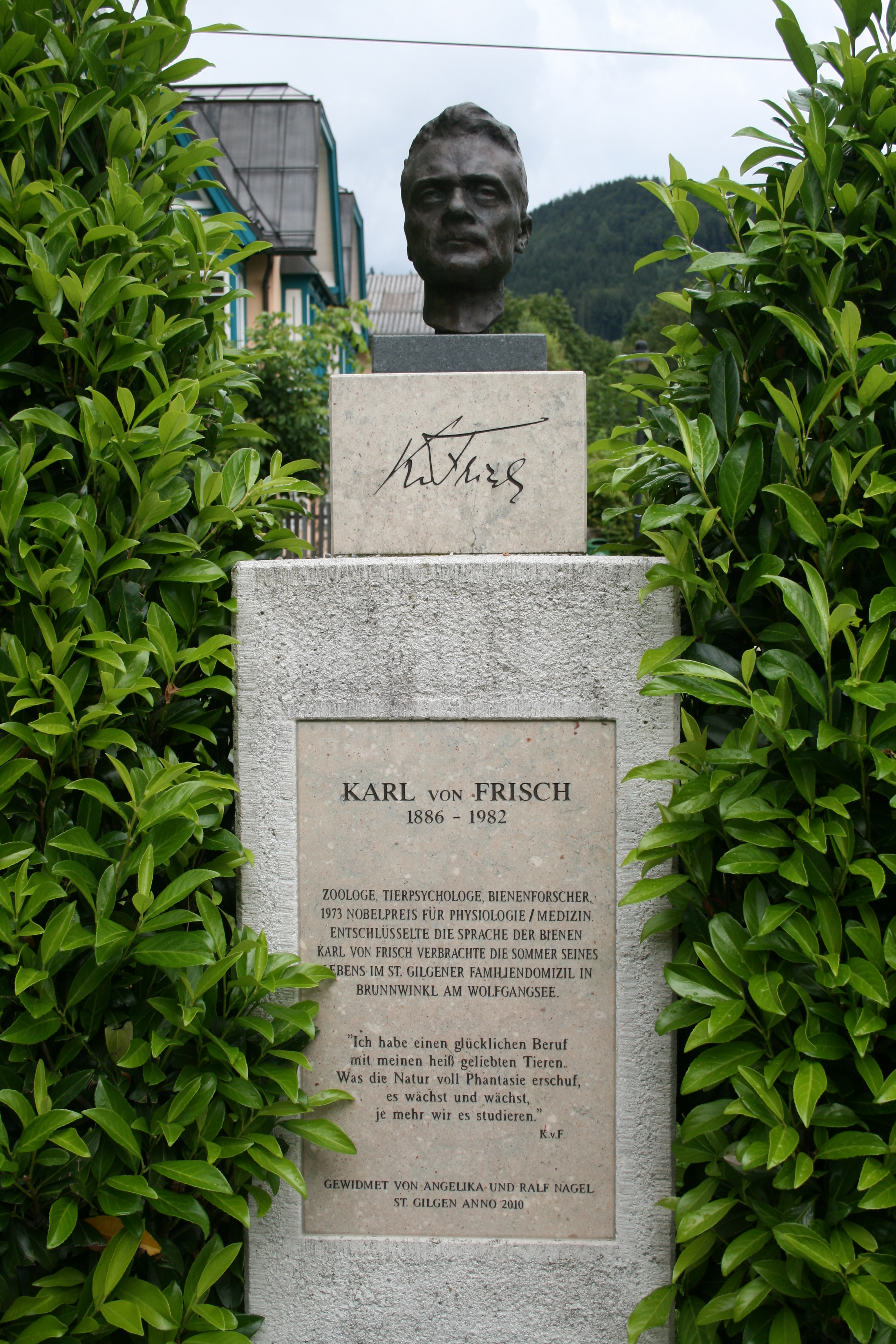
Von Frisch mellszobra Sankt Gilgenben

- Bécs városának tiszteletbeli gyűrűje (1956)
- a tudományos ismeretterjesztésért járó Kalinga-díj (1958)
- Bajor Érdemrend (1959)
- Osztrák Tudományos és Művészeti Érdemrend (1960)
- Balzan-díj (1962)
- Fiziológiai és orvostudományi Nobel-díj (Konrad Lorenzcel és Nikolaas Tinbergennel megosztva (1973)
- A Német Szövetségi Köztársasági Érdemrend nagykeresztje csillaggal és szalaggal (1974)
- Bajor Miksa-rend a Tudományért és Művészetért (1981)

Tagja volt német Leopoldinának (1935), az Amerikai Művészeti és Tudományos Akadémiának (1952), a brit Royal Societynek (1954) és a Holland Királyi Művészeti és Tudományos Akadémiának; számos egyetemtől kapott díszdoktori címet.
A Német Zoológiai Társaság róla nevezte el a legfontosabb német állattani kitüntetését, a Karl Ritter von Frisch-érmet.

## Családja
Von Frisch az első világháború idején önkéntesként dolgozott egy kórházban, itt találkozott Margarethe Mohr nővérrel, akit 1917-ben feleségül vett. Három lányuk és egy fiuk született. Fia, Otto von Frisch a braunschweigi természetrajzi múzeum igazgatója lett.
Karl von Frisch 1982. június 12-én halt meg Münchenben, 95 éves korában. 

## Fordítás
- Ez a szócikk részben vagy egészben  a   Karl von Frisch című angol Wikipédia-szócikk ezen változatának fordításán alapul.  Az eredeti cikk szerkesztőit annak laptörténete sorolja fel. Ez a jelzés csupán a megfogalmazás eredetét és a szerzői jogokat jelzi, nem szolgál a cikkben szereplő információk forrásmegjelöléseként.